# カカボラジ山
カカボラジ山（ビルマ語: ခါကာဘိုရာဇီ、Hkakabo Razi、ALA-LC翻字法: Khākābhui Rājī、発音 [kʰàkàbò ɹàzì] カーカーボーラーズィー）は、ミャンマー北部のカチン州最北部に位置する標高5,881mの山。
山頂から、北と東は中国、西はインドの各国境まで約30㎞である。「カカボ・ラジ」とも。
ミャンマーの最高峰で、東南アジアの最高峰でもある。ふもとにたどり着くことすら難しい山だが、1996年に日本の尾崎隆とミャンマーのニャマ・ギャルツェンが初登頂した。

## 概要
ふもとは低地の熱帯であるが、標高4,600m以上では氷河に覆われ、多様な自然環境を見ることができる。山頂はカカボラジ国立公園内にある。ヒマラヤ山脈の遠い支脈に位置する山である。
カカボラジ山は1996年1月30日に自然保護区、1998年11月10日に国立公園に指定された。
この国立公園は全体として山岳からなっており、常緑広葉樹の多雨林が広がる標高2400mから2700mの亜熱帯性温帯圏から半落葉広葉樹林、さらに常緑針葉樹の降雪林に至る多様な植生によって特徴づけられる。最も標高の高い3400m以上の森林帯は高山性で、植生のみならず歴史や起源の点からもほかの森林とは異なる。さらに上がって4600mを超えると、万年雪と氷河に覆われた寒冷で、不毛な、吹きさらしの地形になる。5300m付近には大きな氷帽が存在する。
カカボラジ国立公園は、ミャンマーで最も生物多様性に富む地域である。並はずれて豊かな動物相と植物相に恵まれ、熱帯の低地から高山まで、まだ調査と同定がおよんでいない種が存在する。研究がほとんど手つかずであることから、植物学・地質学・動物学・地理学の研究者にとって格好の実地研究の対象となっている。
1997年から翌年にかけて、林野局がニューヨークの野生動物保護協会の支援を受けて研究を行った。その結果は1999年10月25日から29日にかけてミャンマーのプタオで開催された、国際総合山岳開発センター (ICIMOD) のワークショップ「東ヒマラヤのカカボラジ山の生態系の保存に関する地域会議」で発表された。2001年にはサンフランシスコのカリフォルニア科学アカデミーやナショナルジオグラフィック協会、ハーバード大学、中国科学院、ミャンマー林野省からなる国際的・学際的な科学者チームが研究を行った。チームのリーダーであったカリフォルニア科学アカデミーの爬虫両棲類学者、ジョゼフ・スロウィンスキは2001年9月11日、現地でアマガサヘビにかまれて亡くなった。
2002年から2003年にはカリフォルニア科学アカデミーの人類学者P・クリスチャン・クリーガーと写真家のドン・リンがカカボラジ地域を踏査し、初めて人類学的な調査に成功した。二人は徒歩で、登山家のニャマ・ギャルツェン（後述）を含む200人ほどのカンパ・チベット人が住むミャンマー最北端の村、タハウンダムに到達した。
ミャンマー当局はエコツーリズムを通じて、この地方を一般大衆に開放しつつある。政府は開発のための情報を収集しているため、多くの科学的調査はすでにこの地方から受け入れられている。
カカボラジという呼び名の意味
「カカボ・ラジ」とはタロン族の言葉のタロン語で「鳥が羽で包み込む山」という意味の言葉。一年中、雲に包まれている山だからこう呼ばれているのだという。

## 登山情報
登った人がかなり少なく、情報がかなり少ない。
カカボラジ山を訪れたことのある西洋人はわずかしかいない。アルン・ドゥン渓谷を徒歩で通った最初の西洋人は、おそらくクランブルック卿とリチャード・コールバックである。
1993年まで、この地域は外国人の立ち入りが認められていなかった。
標高5,881mのカカボラジ山頂を目指すとなると山麓にベースキャンプを設置することになるわけだが、まずベースキャンプ設置場所にたどり着くのがかなり困難で長い道のりとなる。蛭（ヒル）類が多い密林の中を2百キロメートル以上、また橋のかかっていない多くの小川を渡るなど困難な道のりが続き、4週間ほどかかる。
1996年9月15日に、日本の尾崎隆とミャンマーのナンマー・ジャンセン（ビルマ名はアウン・ツェ "Aung Tse" ）が初登頂を果たした。尾崎は当初1995年に登頂を試みたが、この時は悪天候のため引き返していた。
（なお、尾崎はエベレスト山に登山中の2011年5月14日に亡くなり、数少ないカカボラジ山登山者とその知識が失われた。）
2014年8月、初のミャンマー人だけで構成された登山隊で登頂が試みられミャンマーでは国民的なニュースとなり、隊は登頂に成功したものの、8月31日に山頂付近で遭難した。ミャンマーの富豪であるテーザ（英語: Tay Za）が擁するトゥー財団（英語: Htoo Foundation）が資金を出して数十人のポーターを雇い大規模な捜索隊を編成し数週間の懸命の捜索が行われたが遺体すら見つからず捜索を断念し、結局登山隊の2人が死亡した。ヘリの事故も起きており、この1ヶ月ほどの間にこの山で3人が死亡するという悲劇となった。
なお、このミャンマー隊の遭難事故の直後、NHK BS1スペシャル「幻の山カカボラジ　全記録　-アジア最後の秘境を行く-」の撮影が行われ、10月中の登頂を目指した倉岡裕之、平出和也、中島健郎らが未踏ルートからの登頂を目指すも、山頂直下の5670m地点でルート途絶、天候不良により撤退した。

## 映像
- NHK BS1スペシャル　「幻の山カカボラジ　全記録　-アジア最後の秘境を行く-」 (2015年4月11日初回放映)